# العلاقات الفلسطينية الفنلندية
العلاقات الفلسطينية الفنلندية هي العلاقات الدولية بين دولة فلسطين وفنلندا. تؤيد فنلندا حل الدولتين للقضية الفلسطينية. إلا أن فنلندا لا تعترف بفلسطين كدولة مستقلة.

## التاريخ
افتتحت منظمة التحرير الفلسطينية مكتبًا تمثيليًا لها في فنلندا في الثمانينيات من القرن العشرين.
بدأت فنلندا التعاون مع الفلسطينيين في مجال التنمية عام 1994. افتتحت فنلندا مكتبًا تمثيليًا لها في رام الله عام 1999.
في عام 2014، قامت فنلندا بترقية مكتبها في رام الله إلى منصب دبلوماسي وعينت رئيسه بمنصب السفير.
خصصت فنلندا 24 مليون يورو لفلسطين للفترة من 2021 إلى 2024 لتغطية التعليم وبناء الدولة والمجتمع المدني وتعزيز القدرة على الصمود. وقدمت 2 مليون يورو لمجموعة مستشفيات القدس الشرقية في عام 2021. ووقعت اتفاقية متعددة السنوات مع وكالة الأمم المتحدة لإغاثة وتشغيل اللاجئين الفلسطينيين في الشرق الأدنى في 29 مارس 2023. وتتركز المساعدات الفنلندية على القدس الشرقية وقطاع غزة والمنطقة ج في الضفة الغربية.

### الحرب الفلسطينية الإسرائيلية 2023
أدانت فنلندا حركة حماس في أعقاب عملية طوفان الأقصى في 7 أكتوبر 2023 وبدأت مراجعة مساعداتها لفلسطين. وقدمت المراجعة تقريرها في ديسمبر 2023، مؤكدة عدم وصول أي أموال من فنلندا إلى حماس.
أكدت إيلينا فالتونين، وزيرة خارجية فنلندا، دعم فنلندا لحل الدولتين. وذكرت أن عدداً من المواطنين الفنلنديين محاصرون في غزة.
اشترت فنلندا نظام دفاع جوي من إسرائيل بقيمة 345 مليون دولار أمريكي. وقد تعرضت الصفقة لانتقادات بسبب تصرفات إسرائيل في غزة.